# Dicranota (Paradicranota) eucera
Dicranota (Paradicranota) eucera is een tweevleugelige uit de familie Pediciidae. De soort komt voor in het Nearctisch gebied.